# Riedlova vila
Ridelova vila se nachází v Desné v Jizerských horách v okrese Jablonec nad Nisou v Libereckém kraji. Vila stojí na místě někdejších vodoléčebných lázní Dr. Josefa Schindlera. Nechal si ji v roce 1895 postavit Josef Riedel mladší, jenž byl synem místního skláře Josefa Riedla staršího.
Vila byla postavena v secesním stylu severoitalské architektury. Jejím autorem je Arwed Thamerus. K vile patří také rozsáhlá zahrada.
Rodině Riedelů objekt patřil až do roku 1945, kdy byl zkonfiskován. Vila je majetkem města Desná a nachází se zde kulturní a informační středisko s knihovnou, muzeum s expozicí regionální historie a historií sklářského rodu Riedelů, dobové dokumenty a sklo.